# 大象网
大象网又称河南网络电视台，是河南电视台的官方网站。大象网的前身是成立于1998年的河南电视网，2009年3月河南电视台成立河南电视台网络管理部，河南电视网更名为“大象网”，2012年进行了改版并更换了域名。大象网提供河南电视台各免费频道的直播和点播服务。

## 参看
- 映象网